# Giuseppe Bertolini
Giuseppe Bertolini (Reggio nell'Emilia, 26 novembre 1790 – Roma, 24 febbraio 1855) è stato un ingegnere italiano.

## Biografia
Iniziati gli studi presso il Liceo di Reggio, si laureò in Ingegneria nel 1811 presso l'Università di Bologna. Durante gli anni universitari Bertolini entrò a far parte della cerchia di Filippo Re, docente nell'ateneo felsineo e agronomo. L'amicizia con Re lo appassionò alla botanica e all'agraria. Tuttavia, dopo la morte di Re nel 1817, Bertolini si focalizzò esclusivamente sull'ingegneria. Dapprima eseguendo una serie di lavori idraulici sul fiume Reno presso Bondeno e poi eseguì una serie di opere lungo la frontiera pontificia in Romagna per conto del governo del Granducato di Toscana. Nel 1823 fu chiamato a Roma da papa Leone XII a lavorare per il governo pontificio. Bertolini operò in seguito anche sotto i pontificati di Pio VIII e Gregorio XVI. Proprio quest'ultimo pontefice gli sottopose l'incarico di ammodernare il tratto della via Appia che univa Albano con Ariccia, caratterizzato per essere molto ripido, disagevole e tortuoso. L'ingegnere reggiano, una volta constatato il forte dislivello esistente tra i due paesi, optò per una soluzione innovativa: costruire un ponte lungo oltre 300 m. che unisse direttamente le due cittadine. L'ambizioso progetto venne temporaneamente bloccato a causa della morte di Gregorio XVI nel 1846, tuttavia, con l'ascesa al soglio pontificio di Pio IX, i lavori presero ufficialmente il via. I cantieri, iniziati nell'aprile 1847, furono ultimati otto anni dopo. L'opera venne solennemente inaugurata il 12 ottobre 1854. Pochi mesi dopo il completamento del ponte Bertolini morì e fu sepolto nella chiesa di Santa Maria della Concezione a Roma.